# Australia Open 2010 (Badminton)
Die Australian Open 2010 im Badminton fanden vom 13. bis 18. Juli 2010 in Melbourne statt.

## Austragungsort
Melbourne Sports and Aquatic Centre, Melbourne

## Sieger und Platzierte
| Disziplin    | Gold                           | Silber                         | Bronze                           |
| ------------ | ------------------------------ | ------------------------------ | -------------------------------- |
| Herreneinzel | Nguyễn Tiến Minh               | Yogendran Krishnan             | Alamsyah Yunus                   |
| Herreneinzel | Nguyễn Tiến Minh               | Yogendran Krishnan             | Hwang Jung-woon                  |
| Dameneinzel  | Seo Yoon-hee                   | Minatsu Mitani                 | Hwang Hye-youn                   |
| Dameneinzel  | Seo Yoon-hee                   | Minatsu Mitani                 | Huang Chia-chi                   |
| Herrendoppel | Hiroyuki Endo Kenichi Hayakawa | Kang Woo-kyum Park Tae-sang    | Gan Teik Chai Tan Bin Shen       |
| Herrendoppel | Hiroyuki Endo Kenichi Hayakawa | Kang Woo-kyum Park Tae-sang    | Saliya Gunaratne Chad Whitehead  |
| Damendoppel  | Kim Min-seo Lee Kyung-won      | Kang Hae-won Seo Yoon-hee      | Minatsu Mitani Megumi Taruno     |
| Damendoppel  | Kim Min-seo Lee Kyung-won      | Kang Hae-won Seo Yoon-hee      | Sayuri Asahara Yuko Kanamori     |
| Mixed        | Cho Gun-woo Kim Min-seo        | Hajime Komiyama Sayuri Asahara | Kenichi Hayakawa Ayaka Takahashi |
| Mixed        | Cho Gun-woo Kim Min-seo        | Hajime Komiyama Sayuri Asahara | Ben McCarthy He Tian Tang        |

## Finalergebnisse
| Disziplin    | Sieger                         | Finalist                       | Ergebnis            |
| ------------ | ------------------------------ | ------------------------------ | ------------------- |
| Herreneinzel | Nguyễn Tiến Minh               | Krishnan Yogendran             | 21–14, 21–11        |
| Dameneinzel  | Seo Yoon-hee                   | Minatsu Mitani                 | 22–20, 14–21, 21–19 |
| Herrendoppel | Hiroyuki Endo Kenichi Hayakawa | Kang Woo-kyum Park Tae-sang    | 21–15, 21–16        |
| Damendoppel  | Kim Min-seo Lee Kyung-won      | Kang Hae-won Seo Yoon-hee      | 21–17, 21–17        |
| Mixed        | Cho Gun-woo Kim Min-seo        | Hajime Komiyama Sayuri Asahara | 21–14, 21–10        |